# 克魯克德里弗鎮區 (密蘇里州雷縣)
克魯克德里弗鎮區（英語：Crooked River Township）是位於美國密蘇里州雷縣的一個行政鎮區。

## 地方資料
克魯克德里弗鎮區的面積為195.10平方千米，當中陸地面積為192.29平方千米，而水域面積為2.80平方千米。根據2020年美國人口普查的數據，當地共有人口996人，而人口密度為每平方千米5.11人。